# Eurya ternatana
Eurya ternatana är en tvåhjärtbladig växtart som beskrevs av Friedrich Anton Wilhelm Miquel. Eurya ternatana ingår i släktet Eurya och familjen Pentaphylacaceae. Inga underarter finns listade i Catalogue of Life.